# Schweizerische Akademie der Medizinischen Wissenschaften
Die Schweizerische Akademie der Medizinischen Wissenschaften (SAMW) ist eine Wissenschaftsakademie mit medizinischem Schwerpunkt mit Sitz in Bern.

## Geschichte
Die SAMW wurde 1943 durch die fünf medizinischen und die zwei veterinärmedizinischen Fakultäten in der Schweiz sowie die Verbindung der Schweizer Ärztinnen und Ärzte gegründet. Hauptaufgabe der unabhängigen Stiftung mit Sitz in Basel war damals – in einer Zeit der kriegsbedingten Isolation der Schweiz – die Forschungs- und Nachwuchsförderung.

## Zweck
Mit ihren beiden Hauptprogrammen «Medizin und Gesellschaft» und «Medizinische Wissenschaft und Praxis» setzt die Stiftung folgende Schwerpunkte:
- die Förderung des wissenschaftlichen Nachwuchses, insbesondere in der klinischen Forschung
- die Unterstützung der hohen Forschungsqualität in der biomedizinischen und klinischen Forschung
- die Verbindung der wissenschaftlichen Medizin mit der Praxis
- die Klärung ethischer Fragen im Zusammenhang mit medizinischen Entwicklungen
- Reflexion über die Zukunft der Medizin und deren Auswirkungen auf Individuen und die Gesellschaft
- Engagement in der Hochschul-, Wissenschafts- und Bildungspolitik, verbunden mit einer Experten- und Beratungstätigkeit für Politik und Behörden.

Alle diese Aktivitäten beziehen sich primär auf das schweizerische Umfeld, orientieren sich aber stark an den internationalen Entwicklungen. Der internationale Bezug wird gepflegt durch Mitgliedschaft in verschiedenen internationalen Organisationen und die Teilnahme von SAMW-Mitgliedern an internationalen Tagungen im Bereich der biomedizinischen Ethik und Zukunft der Medizin.
Die Stiftung ist Mitglied der Akademien der Wissenschaften Schweiz.

## Organisation
Oberstes Organ ist der Senat; ihm gehören, neben Ehren-, Einzel- und Korrespondierenden Mitgliedern, Vertreter der medizinischen und veterinär-medizinischen Fakultäten, der Verbindung Schweizer Ärztinnen und Ärzte, der Medizinischen Fachgesellschaften sowie weiterer Organisationen an. Insgesamt besteht der Senat aus rund 230 Personen. Er tritt zweimal jährlich zusammen. Die laufenden Geschäfte werden durch den Vorstand betreut. Der Vollzug und die administrativen Arbeiten obliegen dem Generalsekretariat, der Sitz befindet sich im Haus der Akademien in Bern.
Präsident ist Henri Bounameaux, Vizepräsident George N. Thalmann und Generalsekretärin Valérie Clerc.
Die SAMW wird finanziell vom Bund unterstützt. Der Auftrag ergibt sich aus der Rahmenvereinbarung zwischen dem Bund und den Akademien der Wissenschaften Schweiz, Details regelt die Leistungsvereinbarung zwischen der SAMW und dem Staatssekretariat für Bildung, Forschung und Innovation.

## Fonds und Auszeichnungen
- Helmut-Hartweg-Fonds
- Käthe-Zingg-Schwichtenberg-Fonds
- Théodore-Ott-Fonds
- Théodore-Ott-Preis
- Robert-Bing-Preis
- Stern-Gattiker-Preis